# Fieldale
Fieldale és una concentració de població designada pel cens dels Estats Units a l'estat de Virgínia. Segons el cens del 2000 tenia 929 habitants.

## Demografia
Segons el cens del 2000, Fieldale tenia 929 habitants, 420 habitatges, i 275 famílies. La densitat de població era de 222,8 habitants per km².
Dels 420 habitatges en un 21,4% hi vivien nens de menys de 18 anys, en un 50,7% hi vivien parelles casades, en un 10,7% dones solteres, i en un 34,5% no eren unitats familiars. En el 31,9% dels habitatges hi vivien persones soles el 16,9% de les quals corresponia a persones de 65 anys o més que vivien soles. El nombre mitjà de persones vivint en cada habitatge era de 2,21 i el nombre mitjà de persones que vivien en cada família era de 2,78.
Per edats la població es repartia de la següent manera: un 20,3% tenia menys de 18 anys, un 4,8% entre 18 i 24, un 25,5% entre 25 i 44, un 25,3% de 45 a 60 i un 24% 65 anys o més.
L'edat mediana era de 44 anys. Per cada 100 dones de 18 o més anys hi havia 86,4 homes.
La renda mediana per habitatge era de 23.450 $ i la renda mediana per família de 30.845 $. Els homes tenien una renda mediana de 25.278 $ mentre que les dones 18.472 $. La renda per capita de la població era de 12.919 $. Entorn del 19,4% de les famílies i el 22% de la població estaven per davall del llindar de pobresa.

## Poblacions més properes
El següent diagrama mostra les poblacions més properes.